# 張彥彤
張彥彤（1986年8月22日—），中華民國中國國民黨籍政治人物，現任第3屆臺中市第十選舉區（中區、西區）議員。為前臺中市市長張啟仲曾侄孫、祖父張光儀為臺中市議會(省轄市時期)副議長、其父親張宏年為前臺中市議會（省轄市）議長及首任臺中市議會（直轄市）副議長、表舅公為前臺大醫院麻醉科主任及新光醫院副院長黃芳彥。

## 經歷
- 2018年11月24日，接棒其父親張宏年參選第三屆臺中市中區、西區選區市議員，以該區第一高票當選[1] [2]。
- 2018年12月25日，臺中市議會議員宣誓就職，隨後舉行正副議長選舉。然而開票過程中，被攝影機拍到在開票時在議場打起手遊「超異域公主連結☆Re:Dive」。後來引起許多網友湧入其粉絲專頁，連手遊官方粉專也到其臉書下方留言，後來他也常常在臉書貼文上跟網友互動關於遊戲的事情[3][4]。
- 2020年8月6日，召開記者會，指出家中因長期自費服用盛唐中醫診所院長呂世明所開立的含硃砂中藥粉，鉛、汞濃度超標，導致嚴重鉛中毒而住院。其父親張宏年腦部受損約4成，未來恐有洗腎危機，還需長期接受復健。同時已在4日對呂世明提出殺人未遂、違反醫事法告訴，日後將求償。[5]。

## 選舉紀錄
| 年度 | 選舉屆數             | 選舉區           | 所屬政黨   | 得票數 | 得票率 | 當選標記 | 備註 |
| ---- | -------------------- | ---------------- | ---------- | ------ | ------ | -------- | ---- |
| 2018 | 第三屆台中市議員選舉 | 臺中市第十選舉區 | 中國國民黨 | 16,043 | 23.84% |          |      |
| 2022 | 第四屆台中市議員選舉 | 臺中市第十選舉區 | 中國國民黨 | 16,161 | 27.34% |          |      |

## 外部連結
- 張彥彤的Facebook專頁
- 臺中市議會-議員資訊-張彥彤 （页面存档备份，存于）